# Eleição municipal de São Bernardo do Campo em 2004
A eleição municipal de São Bernardo do Campo ocorreu no dia 3 de outubro de 2004 para a eleição de prefeito e de 21 vereadores do município do ABC Paulista. O candidato William Dib candidato a reeleição, venceu a disputa eleitoral com mais de 76% dos votos válidos, conquistando um alto índice de popularidade e aprovação recorde, fato esse que culminou tornando o prefeito mais votado da história de cidade e em cidades do país nas cidades com a população maior de 200 mil eleitores. Seu cargo e do vice-prefeito eleitos duraram até o dia 1 de janeiro de 2009 quando o candidato Luiz Marinho assumiu o cargo em decorrência de sua vitória nas eleições do ano anterior.
Esta foi a 14º eleição direta para o comando da prefeitura na história da cidade, que terminou por reconduzir ao cargo o 29º prefeito desde a criação do município antigo em 1889; o 16º desde a emancipação em 1944; e o 13º por sufrágio universal.

## Candidatos a prefeito
|  | Nº | Candidato(a) a prefeito | Candidato(a) a prefeito                                   | Candidato(a) a vice-prefeito | Candidato(a) a vice-prefeito                     | Coligação |
|  | -- | ----------------------- | --------------------------------------------------------- | ---------------------------- | ------------------------------------------------ | --- |
|  | 13 |                         | Vicentinho (PT) Vicente Paulo da Silva                    |                              | Tunico Vieira (PMDB) Antonio José Vieira Junior  | União Pela Vitória de São Bernardo (PT, PMDB, PCdoB, PTB) - Partido dos Trabalhadores (PT) - Partido do Movimento Democrático Brasileiro (PMDB) - Partido Trabalhista Brasileiro (PTB) - Partido Comunista do Brasil (PCdoB) |
|  | 16 |                         | Dra. Eliana (PSTU) Eliana Lúcia Ferreira                  |                              | Lucas Maciel (PSTU) Antonio Lucas Maciel         | Sem coligação - Partido Socialista dos Trabalhadores Unificado (PSTU) |
|  | 29 |                         | Professora Fátima Pereira (PCO) Fátima Aparecida Pereira1 |                              | Maria Cícera (PCO) Maria Cícera dos Santos       | Sem coligação - Partido da Causa Operária (PCO) |
|  | 40 |                         | Dr. Dib (PSB) William Dib                                 |                              | José Roberto de Melo (PSDB) José Roberto de Melo | São Bernardo Cada Vez Melhor - Partido Socialista Brasileiro (PSB) - Partido da Social Democracia Brasileira (PSDB) - Partido Progressista (PP) - Partido Democrático Trabalhista (PDT) - Partido Social Liberal (PSL) - Partido Trabalhista Nacional (PTN) - Partido Social Cristão (PSC) - Partido Comunista Brasileiro (PCB) - Partido Liberal (PL) - Partido Popular Socialista (PPS) - Partido da Frente Liberal (PFL) - Partido dos Aposentados da Nação (PAN) - Partido Social Democrata Cristão (PSDC) - Partido Renovador Trabalhista Brasileiro (PRTB) - Partido Humanista da Solidariedade (PHS) - Partido da Mobilização Nacional (PMN) - Partido Trabalhista Cristão (PTC) - Partido Socialista Brasileiro (PSB) - Partido Verde (PV) - Partido Republicano Progressista (PRP) - Partido de Reedificação da Ordem Nacional (PRONA) - Partido Trabalhista do Brasil (PTdoB) |

1A candidata Professora Fátima Pereira (PCO) teve o registro negado antes da eleição.

## Resultados2
2Existem dúvidas em relação ao resultado final da eleição e sobre a contabilização dos votos da candidata Professora Fatima Pereira.

### Prefeito - Turno único[5][6][7]
| Turno único 3 de outubro de 2004 | Turno único 3 de outubro de 2004 | Turno único 3 de outubro de 2004 | Turno único 3 de outubro de 2004 |
| Candidato(a)                     | Vice                             | Votação                          | Votação                          |
| Candidato(a)                     | Vice                             | Total                            | Porcentagem                      |
| -------------------------------- | -------------------------------- | -------------------------------- | -------------------------------- |
| Dr. Dib (PSB)                    | José Roberto de Melo (PSDB)      | 295.487                          | 76,30%                           |
| Vicentinho (PT)                  | Tunico Vieira (PMDB)             | 88.533                           | 22,86%                           |
| Dra. Eliana (PSTU)               | Lucas Maciel (PSTU)              | 2.877                            | 0,74%                            |
| Professora Fátima Pereira (PCO)  | Maria Cicera (PCO)               | 355                              | 0,09%                            |
| Total de votos válidos           | Total de votos válidos           | 386.897                          | 100,00%                          |
| Votos apurados                   |                                  |                                  |                                  |
| Votos válidos                    | Votos válidos                    | 386.897                          | 89,00%                           |
| Votos em branco                  | Votos em branco                  | 13.871                           | 3,19%                            |
| Votos nulos                      | Votos nulos                      | 33.950                           | 7,81%                            |
| Total de votos apurados          | Total de votos apurados          | 434.718                          | 100,00%                          |
| Eleitores                        |                                  |                                  |                                  |
| Comparecimento                   | Comparecimento                   | 434.718                          | 86,81%                           |
| Abstenções                       | Abstenções                       | 66.067                           | 13,19%                           |
| Total de eleitores               | Total de eleitores               | 500.785                          | 100,00%                          |